# Team Astana w sezonie 2007
Team Astana w sezonie 2007 – podsumowanie występów zawodowej grupy kolarskiej Team Astana w sezonie 2007, w którym należała ona do dywizji UCI ProTeams.

## Skład

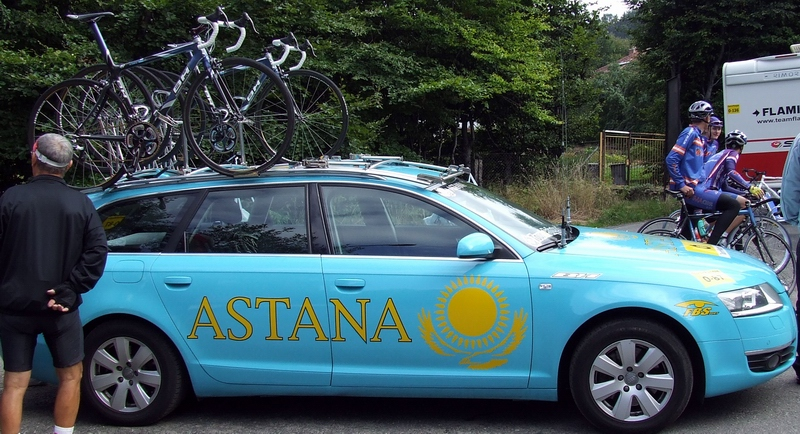
Wóz techniczny grupy Astana

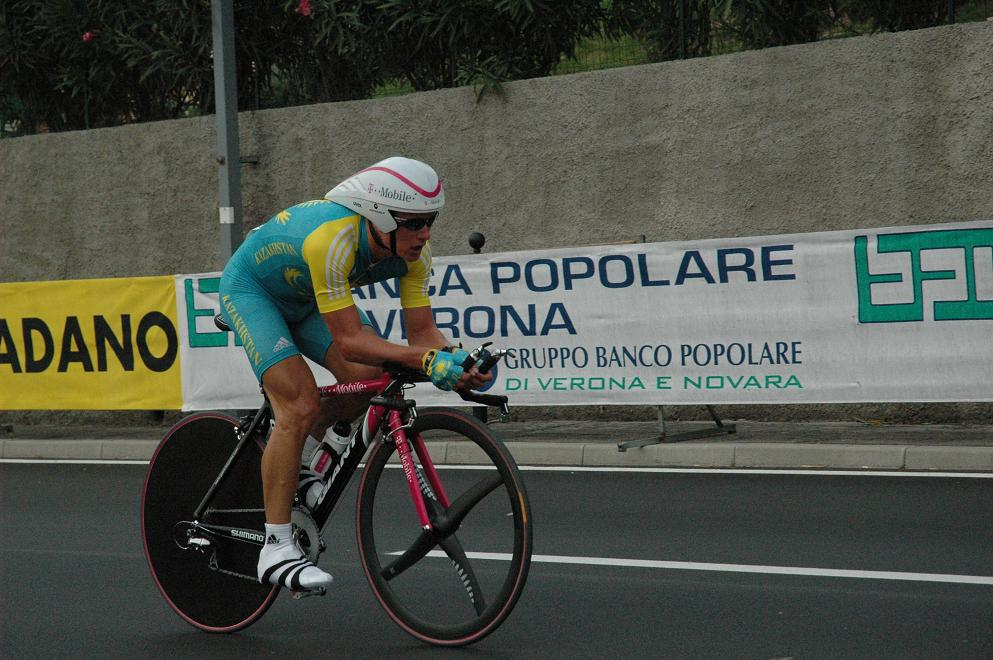
Aleksandr Winokurow

- Ihor Abakumow  Ukraina
- Asan Bazajew  Kazachstan
- Antonio Colom  Hiszpania
- Koen de Kort  Holandia
- Thomas Frei  Szwajcaria
- Maksim Gurow  Kazachstan
- René Haselbacher  Austria
- Maksim Iglinski  Kazachstan
- Siergiej Iwanow  Rosja
- Benoît Joachim  Luksemburg
- Andriej Kaszeczkin  Kazachstan
- Aaron Kemps  Australia
- Matthias Kessler  Niemcy
- Andreas Klöden  Niemcy
- Aleksiej Kolesow  Kazachstan
- Julien Mazet  Francja
- Eddy Mazzoleni  Włochy
- Giennadij Michajłow  Rosja
- Steve Morabito  Szwajcaria
- Dmitrij Murawjow  Kazachstan
- Grégory Rast  Szwajcaria
- José Antonio Redondo  Hiszpania
- José Joaquín Rojas  Hiszpania
- Paolo Savoldelli  Włochy
- Michael Schär  Szwajcaria
- Aleksandr Winokurow  Kazachstan
- Siergiej Jakowlew  Kazachstan